# Jan Siedlecki (zm. 1576)
Jan Siedlecki herbu Grzymała (zm. 1576) – podsędek inowrocławski w latach 1563-1575.
Studiował we Frankfurcie nad Odrą w 1554 roku.
Poseł województwa brzeskokujawskiego i województwa inowrocławskiego na sejm warszawski 1563/1564 roku. Poseł na sejm 1572 roku z województwa inowrocławskiego.